# Lesotechničeskaja Akademija
La Gosudarstvennaja Lesotechničeskaja Akademija di San Pietroburgo'' S. M. Kirov'' di San Pietroburgo (in russo Санкт-Петербургская Государственная Лесотехническая академия им. С. М. Кирова?, in italiano ''Accademia statale Tecnico-forestale di San Pietroburgo S. M. Kirov) è un'università di San Pietroburgo, intitolata a Sergej Mironovič Kirov, e fondata nel 1803.